# Claude Yvel
Claude Yvel est un artiste-peintre du trompe-l'œil, né le 16 août 1930 à Paris.
Il se prépare au métier d'illustrateur au Centre d'apprentissage d'art graphique et à l'école de la Cité Verte fondée par Henri Cadiou. Il travaille le nu à l'Académie Frochot à Pigalle. Au terme de son apprentissage, il devient assistant d'Henri Cadiou pour ses commandes commerciales. Pour sa carrière artistique, il peint "le réel", sur le motif. Comme Henri Cadiou, il appartient à la tendance des "Peintres du réel". Il expose à Paris, Madrid, Berne.
Il est également auteur d'ouvrages sur la peinture à l'eau, à l'huile, et particulièrement sur la méthode de création de couleurs selon le mode des anciens maîtres.
Ses recherches dans ce domaine vont l'amener à mettre au point, avec la collaboration de Georg Kremer, chimiste allemand fondateur de l’entreprise Kremer Pigmente, une huile siccative (huile noire) moderne appropriée à la peinture à l'huile.
La création de l'huile siccative dite noire est attribuée à Théodore de Mayerne (28 septembre 1573 à Genève - 22 mars 1655 à Chelsea) qui collabora avec Rubens. Le docteur de Mayerne parle dans ses écrits de nombreuses recettes d'huile cuite au plomb et également d'un gel en mélangeant par moitié, de l'huile siccative au plomb (huile noire) et de vernis au mastic de Chios. Mais Jacques Maroger re-découvre, sinon ré-invente, l'huile noire bien avant Claude Yvel et Georg Kremer.
Sa notoriété va l'amener à enseigner en Chine à la Lu Xun Academy of Fine Arts de Shenyang en qualité de professeur honoraire.
Claude Yvel est également à l'origine de la création du groupe de jazz New Orleans Fish Fry Fakers se produisant dans le quartier de Montparnasse, à Paris, dans les années 1980, dont quelques enregistrements ont été réalisés en studio.

## Publications
- Claude Yvel, Anthologie des peintres de la réalité, illustrée par Georges Rohner, Henri Cadiou, Claude Lepape, Robert Humblot, Flammarion, 1958.
- Claude Yvel, conversations avec Natalie Mei, Claude Yvel : trompe-l'œil, Courbevoie, ACR Edition, 1984, 80 p. (ISBN 2-86770-005-1, OCLC 17136501, lire en ligne)
- Claude Yvel, Le métier retrouvé des maîtres : la peinture à l'huile, Paris, Flammarion-Arts et Métiers graphiques, 1991, 159 p. (ISBN 2-08-010766-6, OCLC 419498908, lire en ligne)
- Claude Yvel, Traité du peindre à l'huile, Paris, M. Woolworth, 1991
- Claude Yvel, Peindre à l'huile comme les maîtres : la technique du XVIe au XVIIIe siècle, Aix-en-Provence, Edisud, 2003, 158 p. (ISBN 2-7449-0398-1, OCLC 402334936, lire en ligne)
- Claude Yvel, Peindre à l'eau comme les maîtres : dessin, lavis & détrempe, techniques anciennes, Aix-en-Provence, Edisud, 2006, 158 p. (ISBN 978-2-7449-0627-5, OCLC 421545574, lire en ligne)